# Ferdinand Janner
Ferdinand Janner (* 4. Februar 1836 in Hirschau; † 1. November 1895 in Regensburg) war ein deutscher römisch-katholischer Theologe, Kirchenhistoriker und Kunsthistoriker.

## Leben
Ferdinand Janner war der Sohn eines Dorfschullehrers. Er besuchte die Lateinschule in Amberg. Danach studierte er an der Universität Würzburg Katholische Theologie unter anderem bei Heinrich Denzinger, Joseph Hergenröther und Franz Hettinger, die sein Interesse für die Kirchengeschichte und die Dogmengeschichte weckten. Später wechselte er zum Priesterseminar Regensburg und zum Königlich-Bayerischen Lyzeum in Regensburg, das gemäß dem Bayerischen Konkordat von 1817 für die Priesterausbildung bestimmt war. Am 13. August 1858 empfing er in Regensburg die Priesterweihe.
Als Jungpriester arbeitete Janner einige Zeit als Gemeindeseelsorger. Danach kehrte er nach Würzburg zurück, wo er mit einer dogmengeschichtlichen Dissertation zum Doctor theologiae promoviert wurde. Anschließend er bis 1863 Kaplan in Weiden.
Im Herbst 1863 wurde Janner zum Präfekten am Priesterseminar in Regensburg berufen. Im Januar 1865 berief ihn der bayerische König zum Professor für Religion und Geschichte am Gymnasium am Kaiserdom in Speyer, an dem er außerdem Hebräisch unterrichtete. Am 1. April 1867 wurde er an das Königlich-Bayerische Lyzeum in Regensburg berufen, als Nachfolger von Wilhelm Karl Reischl auf dem Lehrstuhl für Kirchengeschichte, Christliche Archäologie und Kunstgeschichte. Dort unterrichtete er bis 1888 als Lycealprofessor. Daneben führte er seine kirchengeschichtlichen Forschungen fort, insbesondere für seine von 1883 bis 1886 in drei Bänden erschienene Geschichte der Bischöfe von Regensburg.
1883 wurde Janner mit dem Titel Bischöflicher nicht frequentirender geistlicher Rat geehrt.
1888 legte Janner alle Ämter nieder und zog sich aus dem öffentlichen Leben zurück. Ferdinand Janner starb im Alter von 59 Jahren am 1. November 1895 in Regensburg und wurde dort bestattet.

## Schriften (Auswahl)

### Als Verfasser
- De factis dogmaticis. Würzburg 1861 (Digitalisat der Bayerischen Staatsbibliothek).
- Infallibilem ecclesiam Catholicam esse in diiudicandis factis dogmaticis. Speyer 1866.
- Das heilige Land und die heiligen Stätten. Ein Pilgerbuch. Regensburg 1869.
- Missale parvun sive Missale Romanum in breviorem et commodiorem formam redactum. Regensburg 1870.
- Das „officium unius martyris de communi“ in seinem Zusammenhang erklärt. Regensburg 1870.
- Personen- und Sachregister zu Rass’ „Die Convertiten seit der Reformation, I–X“. Freiburg im Breisgau 1872.
- Nicolas von Weis. Bischof zu Speyer. Würzburg 1876.
- Die Bauhütten des deutschen Mittelalters. Leipzig 1876 (Digitalisat der Universitäts- und Landesbibliothek Düsseldorf).
- Geschichte der Bischöfe von Regensburg. Regensburg 1883/1886 (3 Bände).
- Die Schotten in Regensburg. Die Kirche St. Jakob und deren Nordportal. Regensburg 1885.

### Als  Übersetzer
- Das römische Brevier. Regensburg 1890 (4 Bände).